# 枯れ葉の子守唄
『枯れ葉の子守唄』（かれはのこもりうた）は、1984年12月にNHKの「みんなのうた」で放送された曲。作詞：山元清多、作曲：中村勝彦、歌：馮智英。

## 概要
- タイトルの通り子守唄ではあるが、短調のバラードソングである。
- 映像は月岡貞夫製作のアニメ。月岡が1977年に同番組で手掛けた「サラマンドラ」の竜が再登場する。
- 歌は当時「おかあさんといっしょ」のコーナー『ハイ・ポーズ』のお姉さんだった馮智英。馮は1年前の1983年12月に『草原情歌』を歌唱していた。